# David Meunier
David Meunier, né le 5 février 1973 à Woodburn, dans l'Oregon, est un acteur américano-luxembourgeois.

## Filmographie

### Cinéma
- 2003 :Monster : Première victime (non crédité)
- 2005 : Audi: The Art of the Heist : Virgil
- 2007 : Pirates des Caraïbes - Jusqu'au bout du monde : Lieutenant Greitzer (non crédité)
- 2008 : L'incroyable Hulk : un soldat (crédité en tant que David Miller)
- 2014 : Equalizer : Slavi
- 2015 : Girl on the Edge : Kyle
- 2015 : Heroes Reborn : Snyder / Scientistm9
- 2016 : Kevin Hart: What Now?

### Courts-métrages
- 2009 : The Horseman
- 2009 : The Night Girl
- 2012 : Envelope

### Télévision

#### Séries télévisées
- 2000 : Angel : Man #1
- 2001 : Buffy contre les vampires : Rat-Faced Demon
- 2002 : Push, Nevada : Drone #2 / Research Drone #2
- 2002-2008 : Les Experts : Boyd Waldrip / Barry Lawrence
- 2004 : Monk : Ray Kaspo
- 2006 : Charmed : Rohtul
- 2006 : The unit - Commando d'élite : Michael Angelli
- 2007 : FBI - Portés disparus : Derek
- 2007-2008 : Jericho : Russell
- 2008 : US Marshals : Phil
- 2009 : Castle : Sasha
- 2009 : Saving Grace : Percy Hendricks
- 2010 : Bones : Winston Hinkle
- 2010 : Esprits criminels : Joseph Lanham
- 2010 : Human Target : Tom
- 2010 : Leverage : Pieter
- 2010 : Los Angeles, police judiciaire : Charles Roker
- 2010-2014 : Justified : Johnny Crowder
- 2011 : Les experts: Miami : Darren Riggs
- 2011 : Mentalist : Yegor Golenka
- 2011 : Prime Suspect : Chris Hughes
- 2012 : Nikita : Joshua
- 2012 : Revolution : Sgt. Will Strausser
- 2013 : Burn Notice : Ben Snyder
- 2013 : The Bridge : Agent Ralph Gedman
- 2013-2016 : Scandal : Crosby
- 2014 : Legends : Richard Hubbard
- 2015-2016 : Aquarius : Roy Kovic
- 2016 : Damien : James Shay
- 2016-2017 : Arrow : Ishmael Gregor
- 2018 : The Alienist
- 2019 : The Blacklist : Rene Oban / Louis T. Steinhil (épisodes 1 et 2)

#### Téléfilms
- 1994 : The Adventures of Young Indiana Jones: Hollywood Follies : Studio Exec (en tant que David Miller)
- 2011 : Partners : Brian Scott